# Stephen Hughes (polityk)
Stephen Hughes (ur. 19 sierpnia 1952 w Sunderlandzie) – brytyjski polityk, deputowany do Parlamentu Europejskiego II, III, IV, V, VI i VII kadencji.

## Życiorys
Kształcił się w zakresie administracji lokalnej, dyplom uzyskał w 1975. Pracował jako urzędnik samorządowy i asystent jednego z europosłów. Od początku lat 70. zaangażowany w działalność Partii Pracy, zajmował różne stanowiska w oddziałach okręgowych tego ugrupowania.
W 1984 z listy laburzystów po raz pierwszy uzyskał mandat posła do Parlamentu Europejskiego. Z powodzeniem ubiegał się o reelekcję w kolejnych wyborach europejskich (w 1989, 1994, 1999, 2004 i 2009). Od 1994 do 1999 przewodniczył Komisji ds. Socjalnych i Zatrudnienia. Po wyborach w 2009 objął stanowisko wiceprzewodniczącego grupy Postępowego Sojuszu Socjalistów i Demokratów. W trakcie VII kadencji zadeklarował, że nie będzie ubiegał się o ponowny wybór.